# Столовая Гора
Столо́вая Гора́ (лат. Mensa, Men) — тусклое приполярное созвездие южного полушария неба. Занимает на небе площадь в 153,5 квадратного градуса, содержит 24 звезды, видимых невооружённым глазом, и не содержит звёзд ярче 5 звёздной величины. В пределах созвездия лежит часть Большого Магелланова облака.

## Условия наблюдения
На территории России и всего бывшего СССР не наблюдается. Полная видимость только к югу от 5° северной широты. Лучшие условия наблюдения — декабрь.

## История
Новое созвездие. Предложено Никола Луи де Лакайлем в 1754 году. В 1756 году Лакайль предложил французское название в честь горы Столовой на Капском полуострове в Южной Африке, где он проводил астрономические наблюдения во время экспедиции по проекту Парижской академии наук. В 1763 году, после смерти Лакайля, вышла его работа «Coelum Australe Stelliferum» с латинским вариантом названия созвездия Mons Mensae. В международной астрономической номенклатуре утвердился сокращённый вариант названия — Mensa.